# Sonic Youth
Sonic Youth — американський рок-гурт з Нью-Йорка, заснований у 1981 році. Засновники гурту Кім Гордон (бас-гітара, вокал, гітара), Терстон Мур (гітара, вокал) і Лі Ранальдо (гітара, вокал) залишалися разом протягом усієї історії гурту, тоді як Стів Шеллі (ударні) приєднався до них у 1985 році, після чого утвердився основний склад гурту після низки короткочасних барабанщиків. Джим О'Рурк (бас, клавішні, гітара) також був учасником гурту з 1999 по 2005 рік, а Марк Айболд (бас, гітара) — з 2006 по 2011 рік.
Sonic Youth виникли на експериментальній музичній сцені в стилі ноувейв, а потім перетворилися на більш традиційний рок-гурт і став видатним представником американського нойз-року. Sonic Youth відомі тим, що «переосмислили можливості електрогітари», використовуючи широкий спектр неортодоксальних гітарних налаштувань, оснащуючи гітари за допомогою таких предметів, як барабанні палички та викрутки, для зміни тембру інструменту. Гурт мав вирішальний вплив на розвиток альтернативного та інді-року.
Здобувши велику кількість андеграундних прихильників і похвалу критиків завдяки релізам на SST Records наприкінці 1980-х, гурт мав успіх у мейнстрімі протягом 1990-х і 2000-х років після підписання контракту з лейблом DGC у 1990 році і хедлайнерського виступу на фестивалі Lollapalooza у 1995 році. Гурт розпався у 2011 році після розставання і подальшого розлучення Гордон і Мура, а їхні останні концерти відбулися в Бразилії. Відтоді учасники стверджували, що з гуртом покінчено і він більше не возз'єднається.

## Sonic Youth в Україні
14 квітня 1989 року гурт виступив у Києві у сучасному Центр культури та мистецтв Національного авіаційного університету (тодішня назва «ДК ГВФ») в рамках спільного концерту з гуртом Воплі Відоплясова який виступав першим, і завдяки якому у цій залі на 1500 місць був аншлаг. Організатором приїзду Sonic Youth до Києва був Олексій Ковжун (майбутній телеведучий і політтехнолог Юлії Тимошенко) і Роман Альтер. Згідно з деякими спогадами очевидців дві третини публіки покинули концерт після виступу ВВ, згідно з іншими спогадами у залі взагалі залишилося близько 80 осіб. Однак ті глядачі, що залишились, згадують концерт як незабутній досвід, зокрема Євген Гудзь згадував, що саме побувавши на тому концерті вирішив їхати до Нью-Йорка.
14 квітня 2022 Sonic Youth виклав на Bandcamp запис київського концерту 14 квітня 1989.

## Дискографія

### Студійні альбоми
- Confusion Is Sex (1983)
- Bad Moon Rising (1985)
- EVOL (1986)
- Sister (1987)
- The Whitey Album (1988, як Ciccone Youth)
- Daydream Nation (1988)
- Goo (1990)
- Dirty (1992)
- Experimental Jet Set, Trash and No Star (1994)
- Washing Machine (1995)
- A Thousand Leaves (1998)
- NYC Ghosts & Flowers (2000)
- Murray Street (2002)
- Sonic Nurse (2004)
- Rather Ripped (2006)
- The Eternal (2009)